# Fort Manoel
Fort Manoel (malt. Forti Manoel lub Fortizza Manoel) jest to twierdza gwiazda na Manoel Island w Gżira na Malcie. Został zbudowany w pierwszej połowie XVIII wieku przez Zakon Maltański, w czasie rządów Wielkiego Mistrza Antonio Manoela de Vilheny, po którym otrzymał swoją nazwę. Wojska brytyjskie przejęły fort w roku 1800 i pozostał on w ich użytkowaniu aż do roku 1964. Fort został mocno zniszczony podczas II wojny światowej, lecz został odbudowany i teraz jest w dobrym stanie.
Fort Manoel leży na północny zachód od Valletty i obejmuje zasięgiem Port Marsamxett oraz kotwicowisko Sliema Creek. Fort jest przykładem architektury barokowej i został zaprojektowany z myślą o funkcjonalności i estetyce.
Fort Manoel jest na maltańskiej wstępnej Liście światowego dziedzictwa UNESCO od roku 1998, jako część Fortyfikacji Rycerzy wokół portów na Malcie.

## Historia

### Tło historyczne i niezrealizowane plany

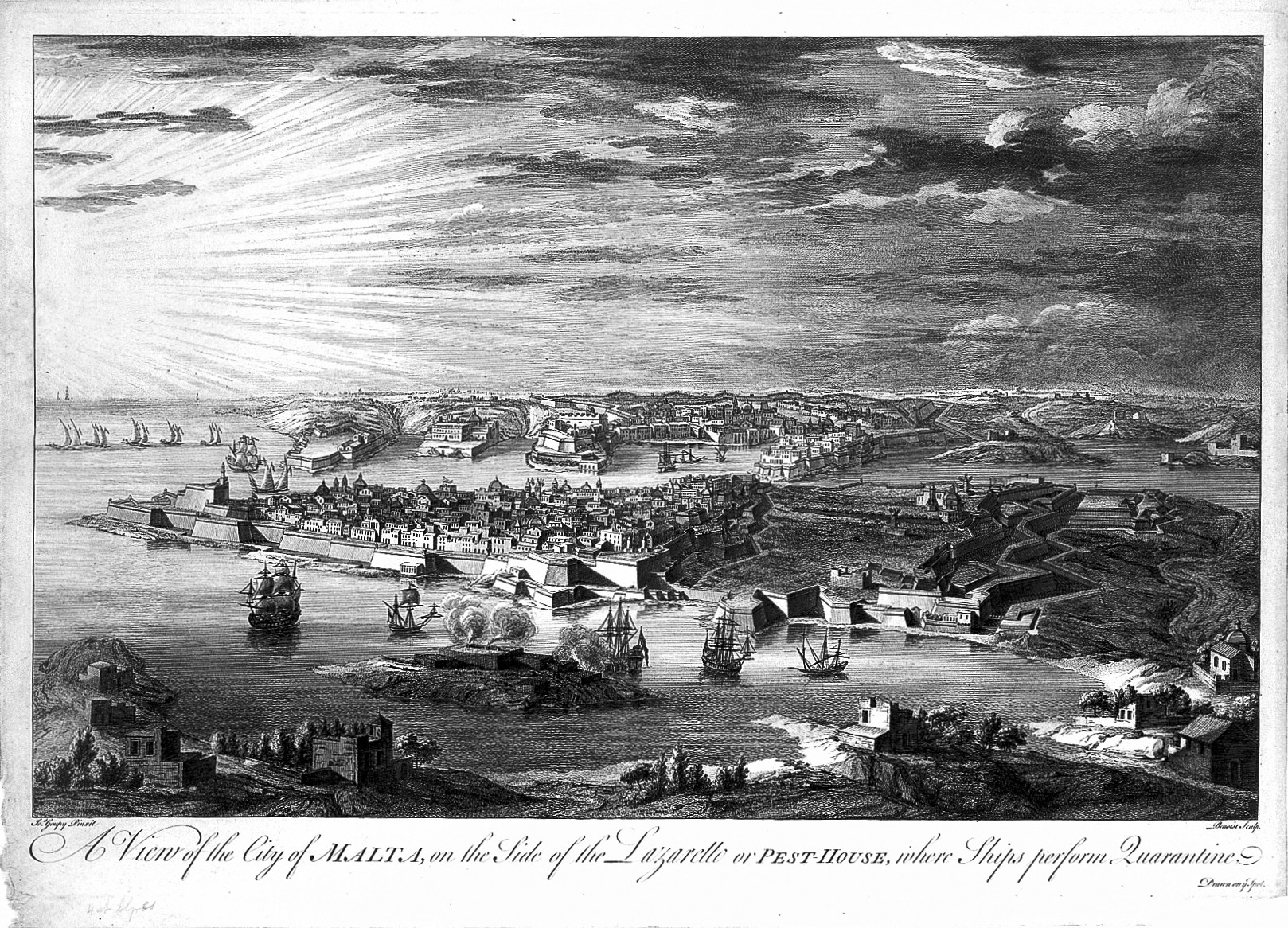
Akwaforta przedstawia port Marsamxett ok. roku 1720, tuż przed zbudowaniem Fortu Manoel. Isolotto (Manoel Island) to wyspa na pierwszym planie, na środku portu.

W XVI wieku, port Marsamxett był jednym z dwóch głównych portów maltańskiego miasta Valletta. W centrum portu znajdowała się wyspa, znana wtedy jako l’Isolotto, a dziś znana jako Manoel Island, od nazwy fortu, skierowanego ku miastu. Krótko po zbudowaniu Valletty, Zakon św. Jana uświadomił sobie, że wyspa jest słabym punktem w systemie obronnym miasta. Już w roku 1569 powstał zamiar budowy na Isolotto małego fortu z nadszańcem, aby zapobiec zajęciu jej przez wroga i budowie tam baterii. Zagrożenie to zostało znów uwypuklone w roku 1577 przez hiszpańskiego inżyniera wojskowego Scipione Campi, a w roku 1582 przez Giovanniego Battistę.
Następna propozycja budowy fortyfikacji na wyspie była dana w roku 1670 przez włoskiego inżyniera wojskowego Antonio Maurizio Valpergę. Zaproponował on prosty fort sześciokątny z rogami, w stylu fortyfikacji holenderskich. Zamysł został skrytykowany przez inżynierów Zakonu; następną propozycję przedstawił w roku 1687 flamandzki inżynier wojskowy Carlos de Grunenbergh. Jego plan zawierał fort z czterema bastionami i rawelinem, otoczone przez rów obronny, drogę na przeciwskarpie (covertway) i faussebraye.
W roku 1715 przedstawiono następną propozycję, tym razem był to rycerz René Jacob de Tigné i zespół inżynierów francuskich. Przedłożyli oni kilka różnych planów, m.in. budowę baterii nadbrzeżnej i reduty. Inne plany zawierały budowę czterobastionowego fortu, lub leż kombinacje wszystkich trzech (fort, bateria i reduta).

### Budowa
W końcu, w roku 1723, finalny projekt został zatwierdzony. Zawierał on prace Tigné oraz wojskowego inżyniera Zakonu Charlesa François de Mondion. Nowy fort miał być kwadratowy w zarysie, z czterema bastionami i dwoma nadszańcami. Fort był finansowany przez, i nazwany od imienia portugalskiego Wielkiego Mistrza Antonio Manoela de Vilheny. Założył on też Manoel Foundation, fundusz odpowiedzialny za zarządzanie i wyposażenie Fortu Manoel i jego elementów zewnętrznych.
14 września 1723 roku Wielki Mistrz de Vilhena położył kamień węgielny, i budowa ostro ruszyła do przodu. Przed rokiem 1727 gotowy był zespół obronny (enceinte), nadszańce i dojście do fortu. Rów obronny został wykonany przed rokiem 1732, kaplica, budynki koszarowe, magazyn prochu i chodniki minowe zostały ukończone około 1733 roku. Fort został militarnie uaktywniony przed rokiem 1734. Kiedy w roku 1733 zmarł Mondion, został pochowany w krypcie pod kaplicą forteczną.
W roku 1757 dodano do zespołu Fortu Manoel Baterię Lembi, wybudowaną obok Tigné Point w Sliemie. Bateria została ufundowana przez Manoel Foundation i była ona pomyślana jako dzieło fortyfikacyjne Fortu Manoel, ponieważ jej rolą było zapobieganie ostrzałowi północnej flanki fortu przez wroga. Bateria została wycofana ze służby po wybudowaniu Fortu Tigné w roku 1795. Budowa tego fortu była również częściowo finansowana przez Manoel Foundation.

### Okupacja francuska

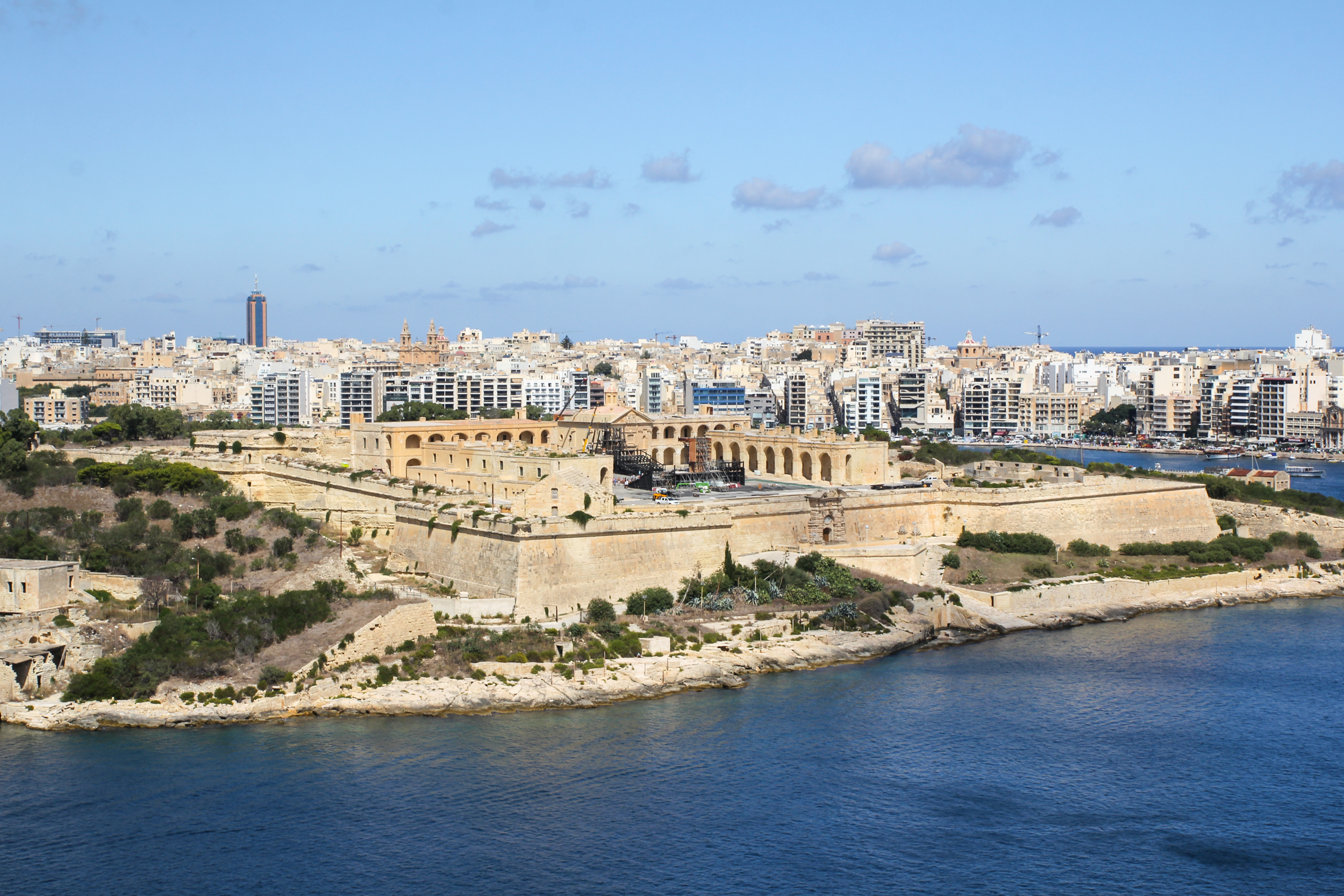
Fort Manoel widziany z St. Michael’s Bastion w Valletcie

Swój chrzest bojowy fort przeszedł podczas francuskiej inwazji na Maltę w czerwcu 1798 roku. W tym czasie fort był pod komendą portugalskiego rycerza Gourgeau, i by obsadzony przez cacciatori, strzelców regimentu lekkiej piechoty, jak również przez kilku mężczyzn z milicji w Birkirkarze. Fort poddał się po tym, gdy wielki mistrz Hompesch oficjalnie skapitulował przed Napoleonem.
Francuski garnizon kilkuset żołnierzy przejął fort 12 czerwca. Podczas późniejszego powstania Maltańczyków przeciw Francuzom, powstańcy maltańscy zbudowali baterię Għargħar oraz baterię Sqaq Cappara, aby ostrzeliwać fort Manoel. Maltańczycy atakowali fort wielokrotnie, Francuzi w odwecie co najmniej raz. 12 września 1799 roku grupa francuskich żołnierzy z fortu Manoel próbowała zniszczyć powstańcze stanowisko działa w San Ġwann, lecz zostali oni odparci przez powstańców.

### Rządy brytyjskie

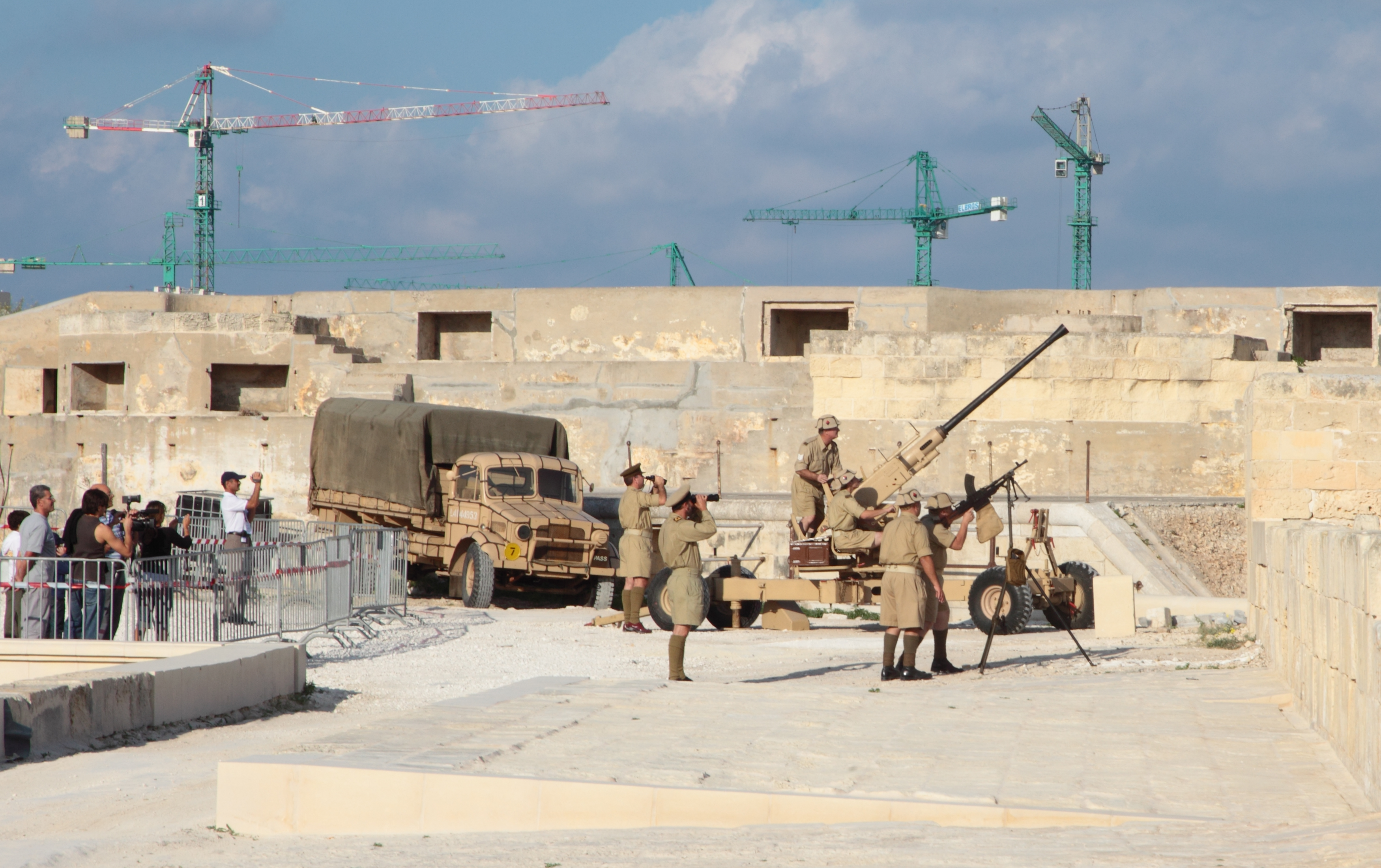
Rekonstrukcja zdarzeń z okresu II wojny światowej w Forcie Manoel

Kiedy w roku 1800 Malta stała się brytyjskim protektoratem, oficjalne przejęcie Fortu Manoel przez Brytyjczyków odbyło się we wrześniu tegoż roku. W późnych latach XIX wieku, bartyzany na bastionach od strony Valletty zostały rozebrane, aby zrobić miejsce dla stanowisk dział. Jakiś czas później wprowadzone zostały znaczące zmiany w St. Anthony Bastion, kiedy jego magazyn prochu został zburzony, aby zrobić miejsce dla baterii trzech 12-funtowych dział okrętowych typu QF 12-pounder.
Działa fortowe zostały wycofane z użycia w roku 1906, chociaż pozostały one na miejscu. Zostały wpisane na Listę Zabytków 1925. Fort był używany w czasie II wojny światowej, kiedy zainstalowano tu baterię ciężkich dział przeciwlotniczych. Działa zostały zamontowane na betonowych podstawach, i rozmieszczone półkolem wewnątrz i na zewnątrz fortu. Skutkiem bombardowań lotniczych w czasie wojny były znaczne szkody w murach, budynkach i kaplicy fortowej. Fort został wycofany z użytkowania w roku 1964.

### Dzieje współczesne
Po zaprzestaniu użytkowania Fort Manoel został opuszczony i zostawiono go bez napraw. Niektóre jego części zostały umyślnie zniszczone przez wandali. W roku 1970 Royal Malta Yacht Club przejął część fortu jako siedzibę klubu, i pozostał tam do roku 2008, kiedy przeniósł swoją siedzibę do Ta’ Xbiex.
W roku 2001 firma budowlana MIDI plc rozpoczęła w forcie prace restauracyjne. Faza pierwsza projektu, obejmująca odnowienie piazza i odbudowę zrujnowanej kaplicy, zakończyła się w roku 2009. Druga faza, obejmująca odnowienie fortyfikacji zewnętrznych i stoku obronnego (glacis), została w roku 2012 zaakceptowana przez Malta Environment and Planning Authority. Odnowa Fortu Manuel, wraz z pobliskim Fortem Tigné, kosztowała w sumie 30 mln euro.

## Wygląd fortu

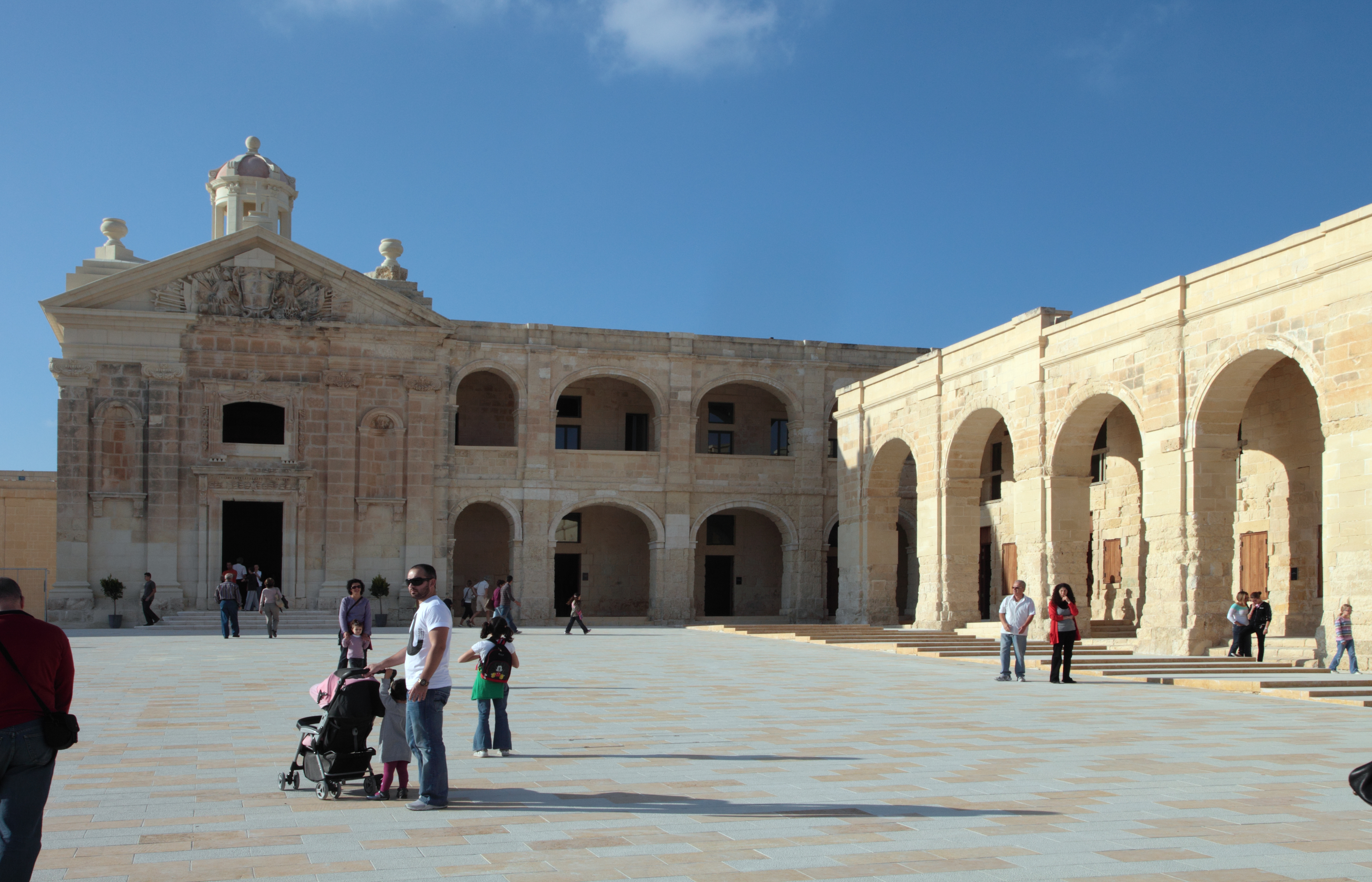
Piazza i kaplica Fortu Manoel po odnowieniu

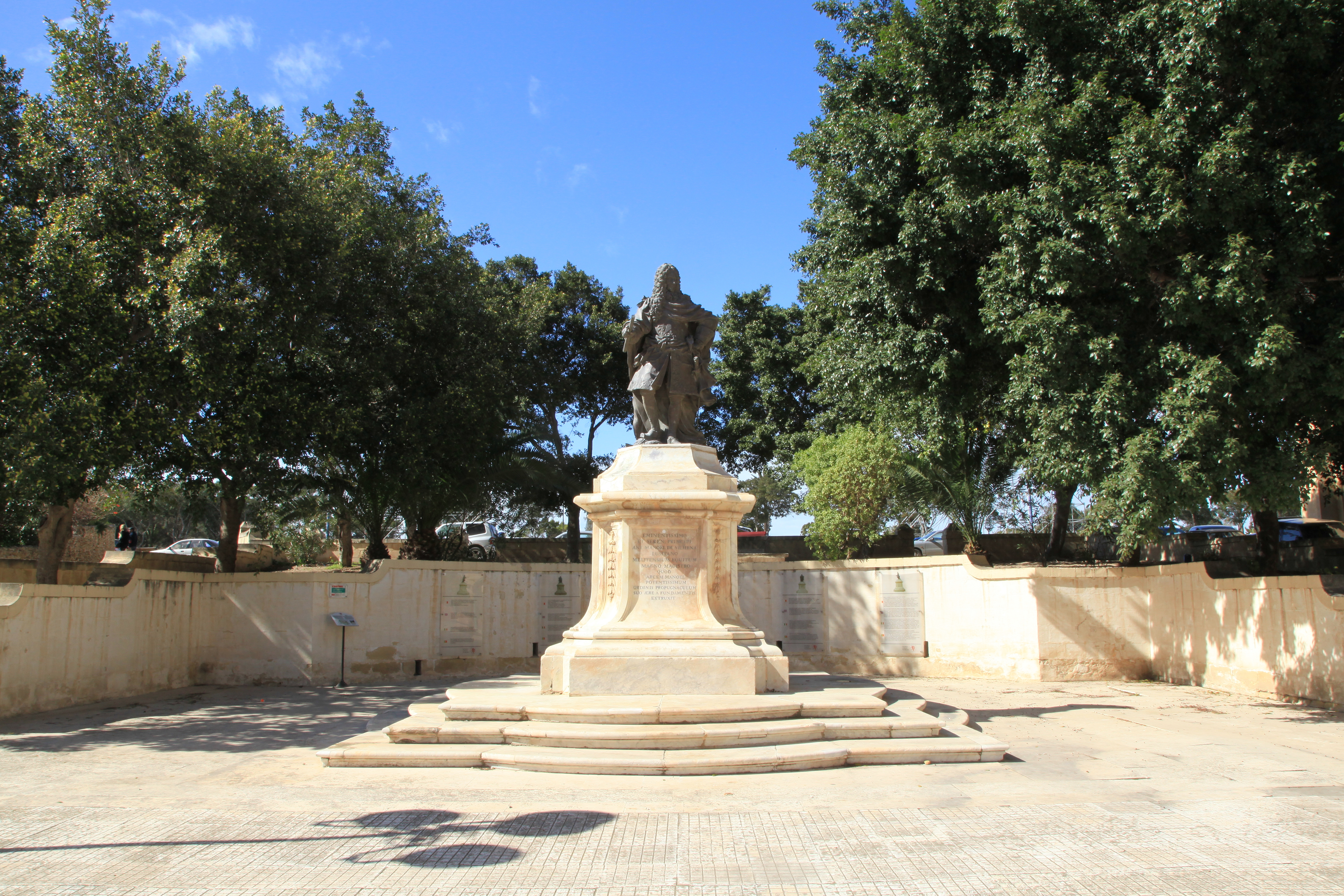
Pomnik Wielkiego Mistrza de Vilhena, który pierwotnie postawiony był w Forcie Manoel. Dziś znajduje się na Misraħ Papa Gwanni XXIII we Florianie.

Fort Manoel został zbudowany na planie kwadratu, z pięciokątnym bastionem na każdym z rogów, dając mu wygląd twierdzy-gwiazdy. Cztery narożne bastiony noszą nazwy: St. Helen Bastion, St. Anthony Bastion, St. John Bastion oraz Notre Dame Bastion.
Bastion St. Helen i Bastion St. Anthony są ulokowane od strony morza, w kierunku Valletty. Oryginalnie posiadały one bartyzany i magazyny prochu, lecz bartyzany na obu bastionach zostały rozebrane w XIX wieku, a magazyn prochu na Bastionie St. Anthony został zburzony, aby zrobić miejsce na trzy stanowiska 12-funtowych armat. Magazyn na Bastionie St. Helen ciągle istnieje. Mur kurtynowy łączący te dwa bastiony posiada bramę główną, chronioną przez lunetę, znaną jako Couvre Porte.
Bastion St. John oraz Bastion Notre Dame ulokowane są od strony lądu. Każdy bastion jest chroniony przez niski nadszaniec. Mur obronny (kurtyna) między tymi dwoma bastionami jest chroniony przez pięciokątny rawelin, w znacznej części wykuty w skale.
Piazza (plac) jest wydzielony wewnątrz fortu, i mieszczą się tam Kaplica św. Antoniego Padewskiego, bloki koszarowe, arsenał i inne budynki. Na placu znajdował się pomnik Wielkiego Mistrza de Vilheny, lecz w XIX wieku przeniesiony został do Valletty. W późniejszym czasie przeniesiony został znów, tym razem do Floriany, gdzie znajduje się do dzisiaj.

## „Historia z duchami”
Fort jest podobno nawiedzany przez Czarnego Rycerza, przypominającego Wielkiego Mistrza de Vilhenę, ubranego w zbroję i insygnia Zakonu św. Jana. W latach 1940. rycerz zaczął pojawiać się w pobliżu ruin kaplicy św. Antoniego, zbombardowanej w czasie II wojny światowej. Zjawa była podobno widziana wewnątrz fortu, tak przez Maltańczyków, jak i Brytyjczyków. Gdy zaczęto uprzątać gruz z kaplicy, robotnicy informowali, że zjawa „nadzorowała” ich pracę. Kiedy otwarto kryptę pod kaplicą, stwierdzono, że została ona zdewastowana, a szczątki rycerzy tam pochowanych zostały porozrzucane. Po tym, jak krypta została odrestaurowana, a szczątki rycerzy pochowane, Czarny Rycerz przestał się pojawiać. W roku 1980, gdy krypta została zdewastowana po raz kolejny, Czarny Rycerz podobno znów się pojawił.

## Fort w popkulturze
- Fort Manoel został opisany w książce (o fikcyjnej fabule) Il-Misteru tal-Forti Manoel (Tajemnica Fortu Manoel), autorstwa Charlesa Zarba, wydanej w roku 2007.
- Fort służył jako miejsce kręcenia kulminacyjnej sceny Baelor, 9. odcinka serialu Gra o tron (serial telewizyjny) w 2011 roku[22].
- Fort był również miejscem kręcenia scen filmów z 2016 roku Zmartwychwstały (ang. Risen) oraz Assassin’s Creed[23].
- Fort był też widoczny w filmie z 2016 roku 13 Hours: The Secret Soldiers of Benghazi.

## Do poczytania
Azzopardi, Joe (2008), „Fort Manoel”, Din L-Art Helwa – National Trust of Malta, Vigilo, s. 26–33. (ang.)